# Wincenty Wajda
Wincenty Wajda (ur. 27 stycznia 1904 w Studzienicach, zm. 24 listopada 1944 w Katowicach) – polski górnik, żołnierz AK.

## Życiorys
Urodził się w Studzienicach pod Pszczyną 27 stycznia 1904 roku. Był zatrudniony jako górnik w katowickiej kopalni Ferdynand (niem. Ferdinandgrube). Odbył służbę w Wojsku Polskim w latach 1925–1927. Należał do Oddziałów Młodzieży Powstańczej i Polskiego Związku Zachodniego. Przed wojną został sztygarem. Po wybuchu II wojny światowej działał w polskim ruchu oporu. Był kierownikiem politycznym Polskiego Związku Wolności w regionie śląskim, organizował struktury tej organizacji oraz kolportował jego organ prasowy „Kilof Śląski”. Uczestniczył w tworzeniu Zjednoczenia Organizacji Śląskich. Kierował grupami kolportażowymi podwydziału „N” Komendy Głównej Armii Krajowej na Śląsku. Został aresztowany wraz z Pawłem Chromikiem ps. „Gorol” w 1944 roku. Przebywał kolejno w więzieniach w Mysłowicach, Zabrzu i Bytomiu. Oskarżony o zdradę stanu, skazany na karę śmierci. Zgilotynowany w więzieniu katowickim 24 listopada 1944 roku.
Werbista o. Joachim Besler, kapelan więzienny, w swoich zapiskach pozostawionych w kurii diecezjalnej zanotował, iż Wajda został pochowany w Katowicach.

## Upamiętnienie
Imieniem Wincentego Wajdy zostały nazwane ulica i plac w katowickiej dzielnicy Bogucice.